# Rivoluzione industriale
La rivoluzione industriale fu un processo di evoluzione economica e di industrializzazione di società che da agricolo-artigianali-commerciali si trasformarono in sistemi industriali caratterizzati dall'uso generalizzato di macchine azionate da energia meccanica e dall'utilizzo di nuove fonti energetiche inanimate (come, ad esempio, i combustibili fossili), il tutto favorito da una forte componente di innovazione tecnologica e accompagnato da fenomeni di crescita, sviluppo economico e profonde modificazioni socio-culturali e politiche.

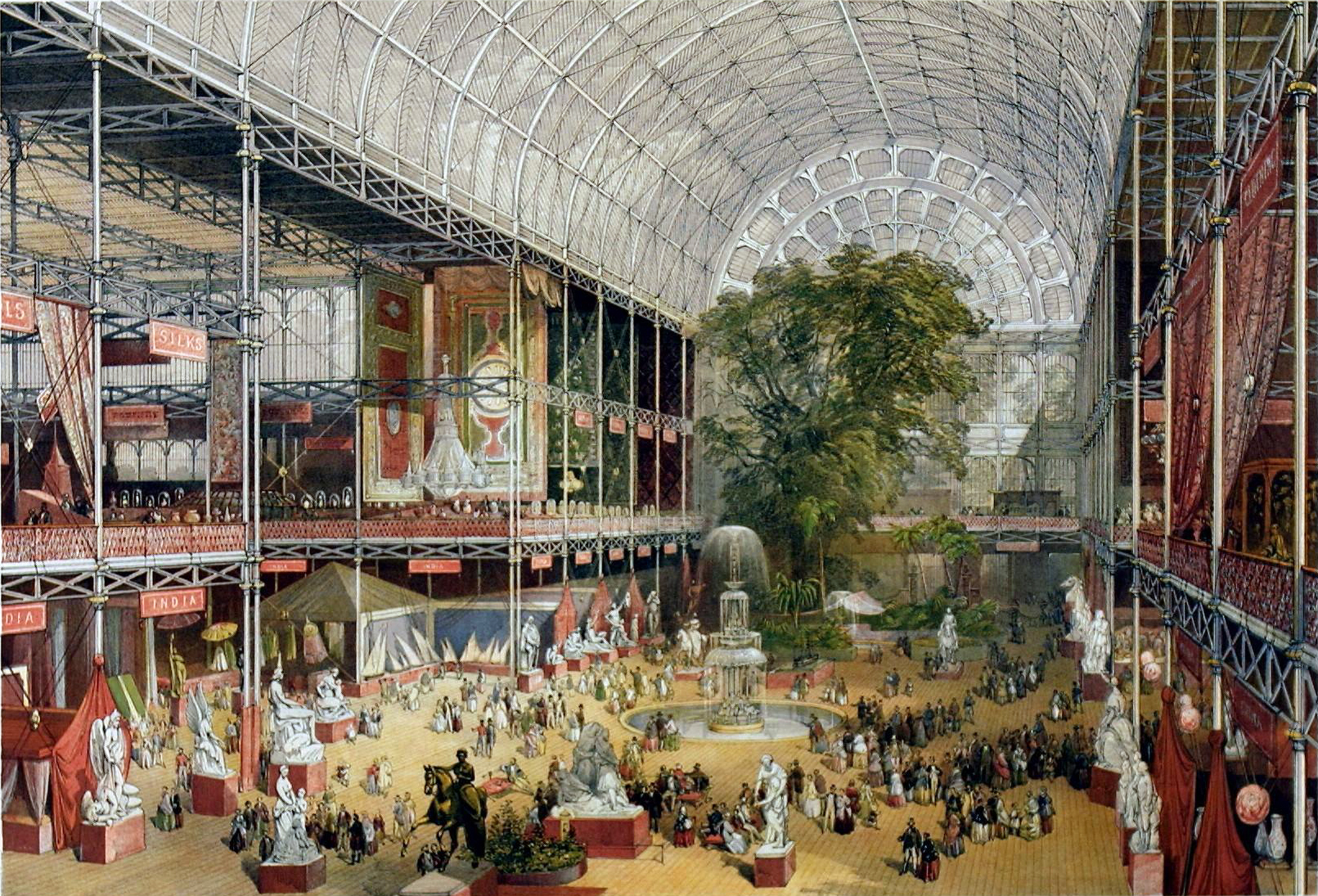
Il Crystal Palace di Londra, dove, nel 1851, si tenne la Grande Esposizione

Si divide in prima e seconda rivoluzione industriale. La prima interessò prevalentemente il settore tessile-metallurgico, con l'introduzione della spoletta volante e della macchina a vapore nella seconda metà del '700. La seconda rivoluzione industriale viene fatta convenzionalmente partire dal 1870 con l'introduzione dell'elettricità, dei prodotti chimici (scienza chimica) e del petrolio. Talvolta, ci si riferisce agli effetti dell'utilizzo massiccio dell'elettronica, delle telecomunicazioni e dell'informatica nell'industria come alla terza rivoluzione industriale, che viene fatta partire dal 1970.
La rivoluzione industriale comportò una profonda e irreversibile trasformazione che partì dal sistema produttivo fino a coinvolgere il sistema economico nel suo insieme e l'intero sistema sociale. L'avvento della fabbrica e della macchina modificò i rapporti fra i settori produttivi. Nacque così la classe operaia, che ricevette, in cambio del proprio lavoro e del tempo messo a disposizione per il lavoro in fabbrica, un salario. Sorse anche il capitalista industriale, imprenditore proprietario della fabbrica e dei mezzi di produzione, che mirava ad incrementare il profitto della propria attività.

## Storia e origini

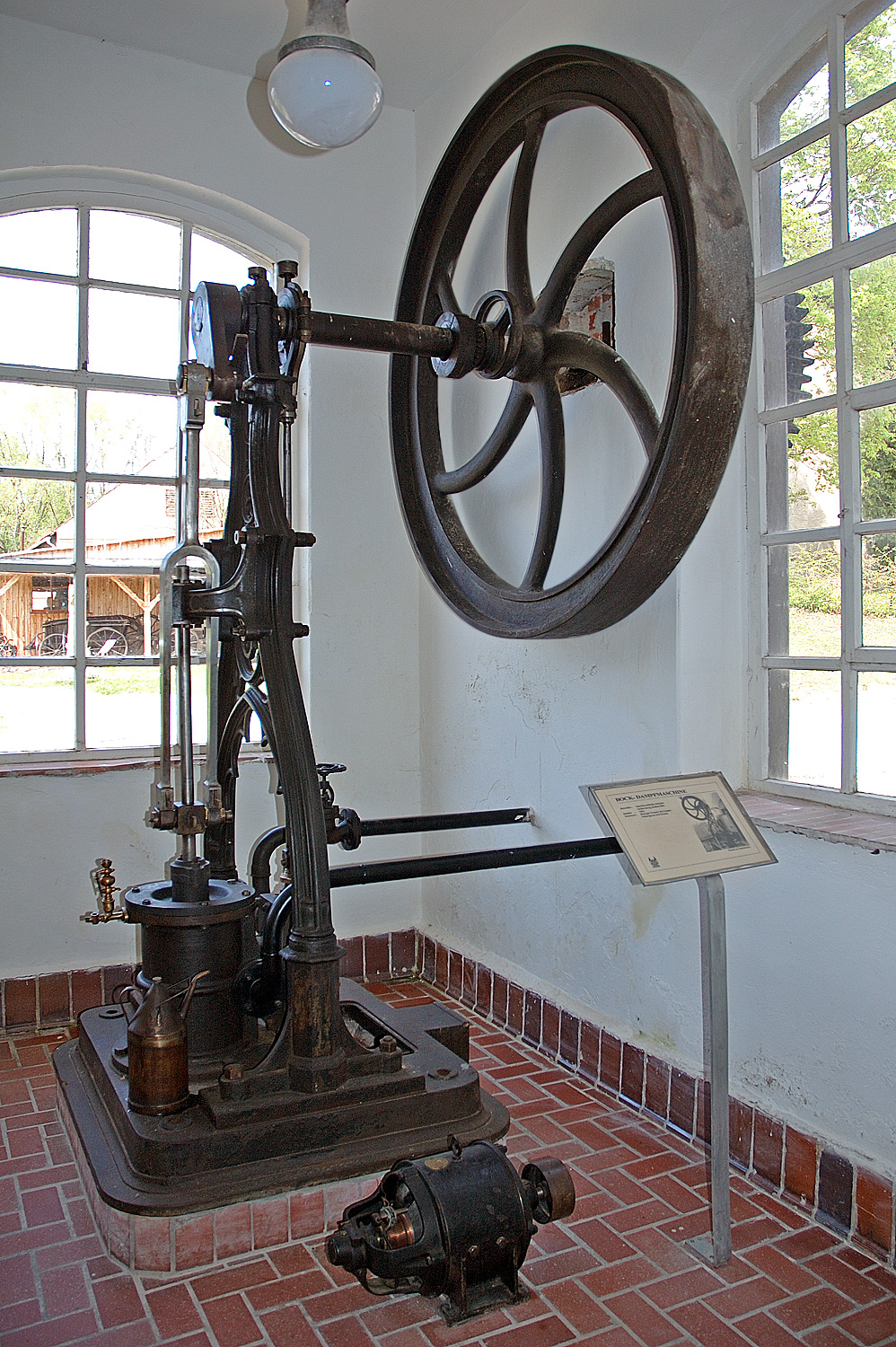
Macchina a vapore (1864)

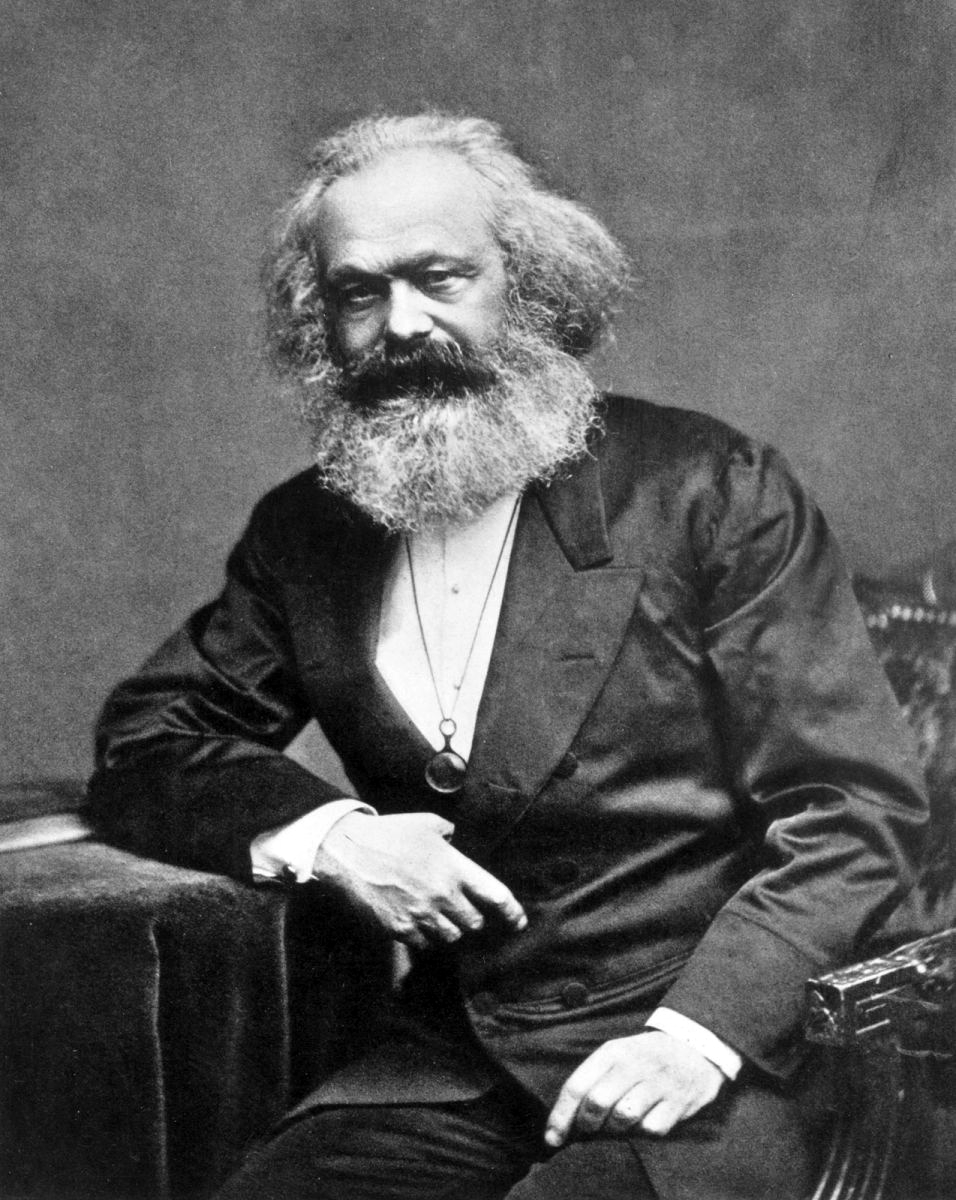
Karl Marx

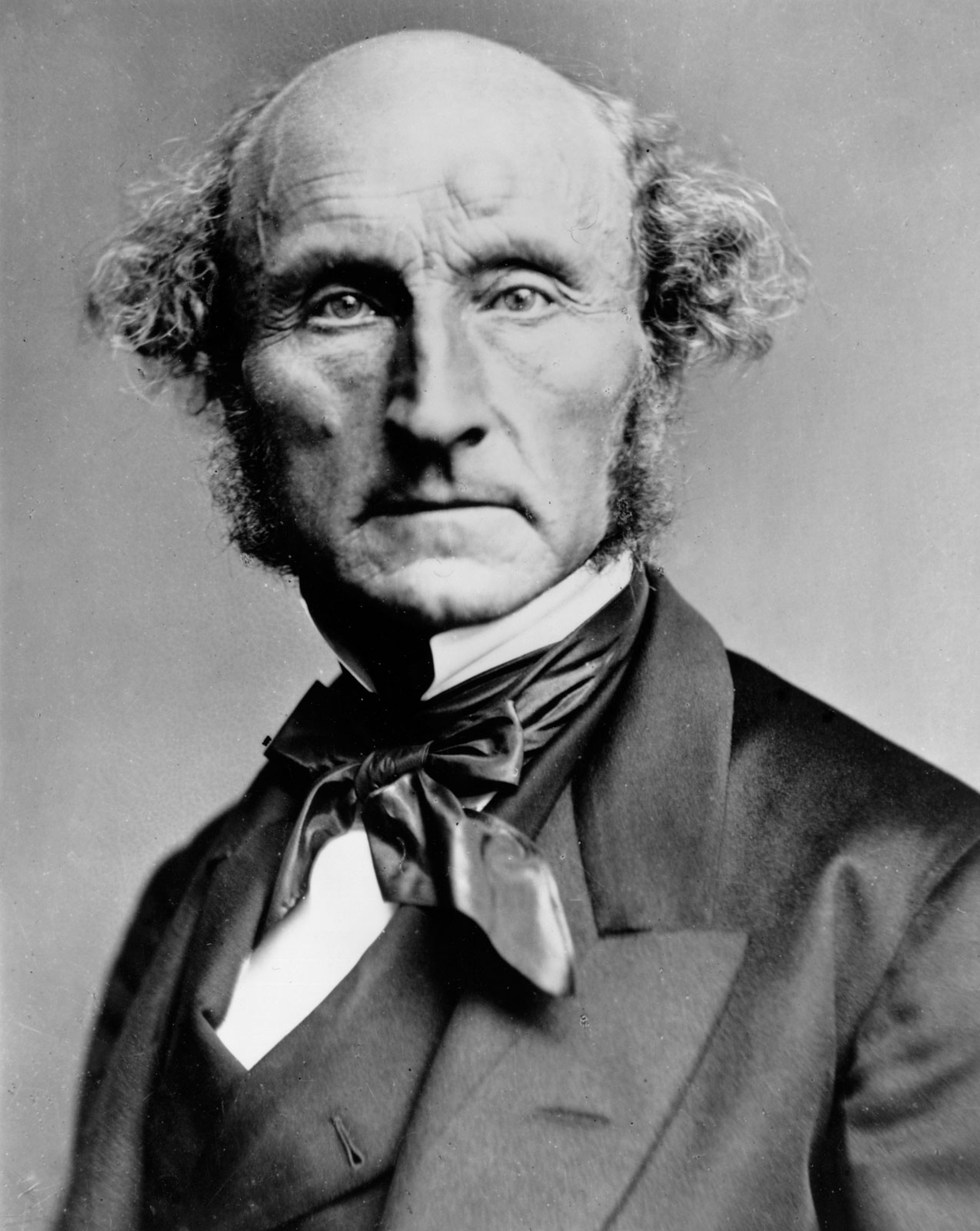
John Stuart Mill

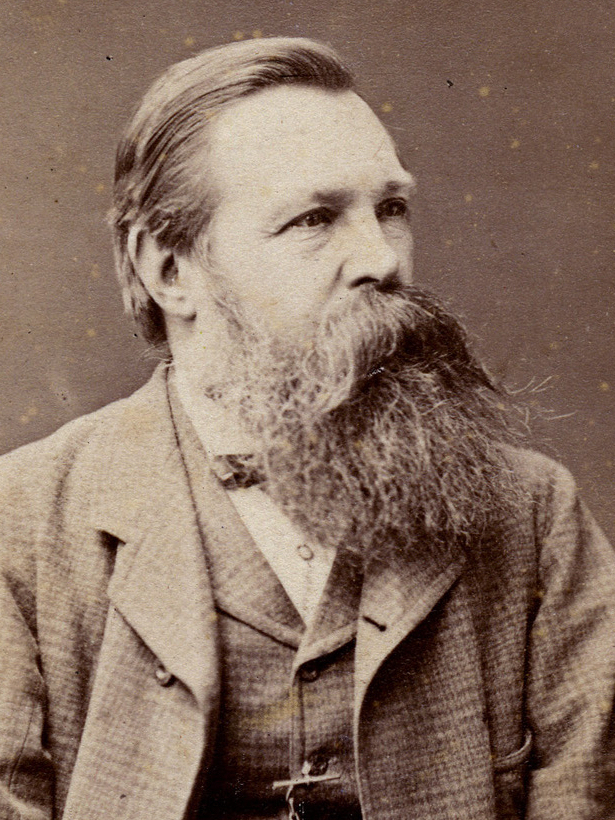
Friedrich Engels

Come accade in molti processi storici, per la rivoluzione industriale non esiste una data di inizio certa, anche se l'invenzione cardine è quella del motore a vapore. Ogni mutamento profondo dell'economia è però influenzato dalle trasformazioni precedenti, e così la rivoluzione industriale viene considerata da alcuni studiosi come l'ultimo momento di una serie di cambiamenti che trasformarono l'Europa da terra povera, sottosviluppata e poco popolata all'inizio del Medioevo nella zona più ricca e sviluppata del mondo nel corso dell'Ottocento. 
L'accumulo di capitale incamerato in seguito ai commerci e la disponibilità di ingenti quantità di acciaio e carbone nei Paesi del sud, facilmente trasportabili attraverso una fitta rete di canali navigabili, resero possibili gli investimenti necessari alla nascita delle macchine a vapore. Da un punto di vista economico, l'elemento che caratterizza la rivoluzione industriale è il salto di qualità nella capacità di produrre beni, cui si assiste in Gran Bretagna a partire dalla seconda metà del Settecento. Più precisamente, la crescita dell'economia britannica nel periodo 1760-1830 è la più alta registrata fino a quel momento. In altri Paesi il processo di industrializzazione in epoche successive dà analogamente origine ad elevati tassi di crescita dell'economia.
Sostanzialmente, la rivoluzione industriale costituì l'approdo dell'aumento di conoscenze scientifiche sul mondo naturale e sulle sue caratteristiche, derivante dalla rivoluzione scientifica. Fu infatti il nuovo metodo scientifico iniziato da Galileo Galilei a portare ad una sensibile (e senza precedenti) crescita delle conoscenze che gli europei avevano sulla natura e soprattutto sui materiali e le loro proprietà. Condizioni particolarmente favorevoli nella Gran Bretagna dell'epoca consentirono poi a tali conoscenze scientifiche di tramutarsi in conoscenze tecniche e tecnologiche, finché esse cominciarono ad essere applicate nelle prime fabbriche tessili e nell'industria siderurgica per una produzione di ferro ed acciaio che non ebbe avuto paragoni nella precedente storia dell'umanità.
Dal punto di vista culturale la rivoluzione industriale si caratterizzò, come già detto, per l'introduzione della macchina a vapore. Nella storia dell'umanità il maggior vincolo alla crescita della produzione di beni era stato, infatti, quello energetico. Per molti secoli si disponeva soltanto dell'energia meccanica muscolare di uomini e animali, e questo rimanere legati al lavoro manuale, oltre a tutti i problemi che ne derivavano, non dava la possibilità di incrementare la produzione. La progressiva introduzione, a partire dal Medioevo, del mulino ad acqua e del mulino a vento rappresentò la prima innovazione di rilievo.
L'energia abbondante offerta dalla macchina a vapore venne applicata alle lavorazioni tessili. Si rese possibile una più efficiente organizzazione della produzione grazie alla divisione del lavoro e allo spostamento delle lavorazioni all'interno di fabbriche appositamente costruite, nonché alle estrazioni minerarie e ai trasporti. Le attività minerarie beneficiarono della forza della macchina a vapore nella fase di estrazione dell'acqua dalle miniere, permettendo di scavare a maggiore profondità, come anche nel trasporto del minerale estratto. 
I primi vagoni su rotaia servirono a portar fuori dalle miniere il minerale e poi a portarlo a destinazione. Solo in un secondo tempo il trasporto su rotaia si convertì nel trasporto di passeggeri. La rivoluzione industriale produsse effetti non solo in campo economico e tecnologico, ma anche nei rapporti di classe, nella cultura, nella politica e nelle condizioni generali di vita, e provocò un aumento dei consumi e della quota del reddito, con conseguenze espansive a livello demografico.

### Origine dell'espressione
La locuzione rivoluzione industriale, usata molto probabilmente per la prima volta già negli anni venti del XIX secolo, modellata in analogia con il termine rivoluzione francese (tesi sostenuta da Raymond Williams), fu sicuramente citata, secondo lo storico Fernand Braudel, nel 1837 dall'economista francese Adolphe Blanqui, fratello del celebre rivoluzionario Auguste Blanqui. Fu però definitivamente consacrata solo nel 1884 da Arnold Toynbee con la pubblicazione delle sue Conferenze sulla rivoluzione industriale in Inghilterra.
Fu tra l'altro utilizzata in precedenza da:
- Karl Marx ne Il Capitale (1867);
- John Stuart Mill nei suoi Principi (1848);
- Friedrich Engels ne La situazione della classe operaia in Inghilterra (1845).

Il termine rivoluzione sta a rappresentare un totale cambiamento nella società o in alcuni suoi aspetti, come ad esempio in rivoluzione scientifica. Il termine industria è antichissimo, ma è solo alla fine del Settecento che acquistò l'accezione di "settore manifatturiero", sebbene l'inizio della decadenza della protoindustria si possa far risalire già al 1713, quando John Lombe fondò uno stabilimento dotato di una macchina per lavorare la seta, impiegandovi ben trecento operai.
Secondo l'analisi marxiana, la rivoluzione industriale favorisce la piena affermazione del modo di produzione capitalistico – operante già fin dal XVI secolo (nella manifattura centralizzata preindustriale) – come tipo di produzione dominante all'interno delle società, e quindi per l'ingresso in una fase storica nuova, in cui lo scopo principale della produzione non è più la creazione di valore d'uso ma quella di valore di scambio e la valorizzazione del capitale.

### Delimitazione temporale e diffusione

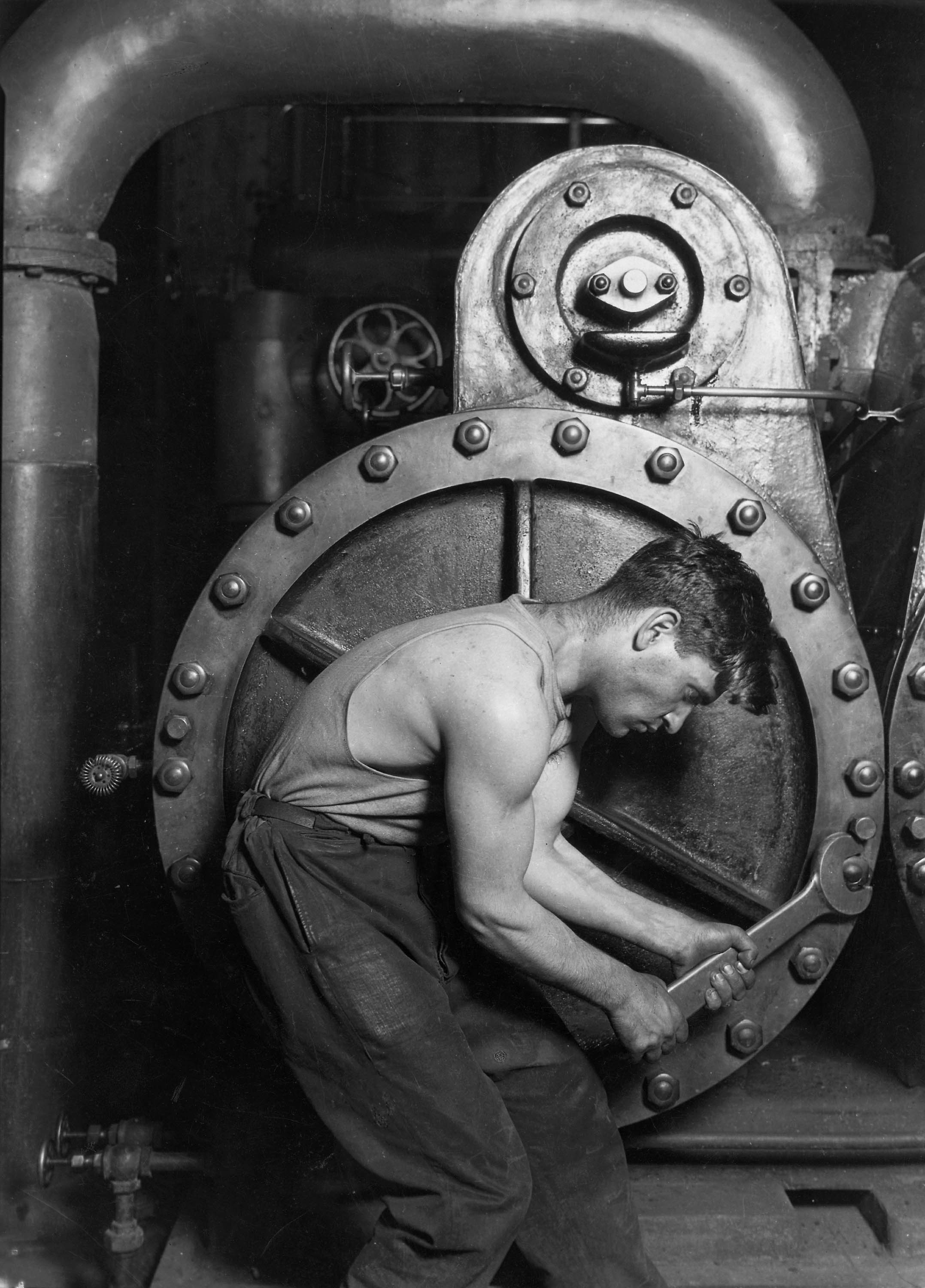
Un operaio addetto a una macchina a vapore (foto di Lewis Hine, 1920)

Il termine "rivoluzione", inizialmente indicante un moto circolare che torna su sé stesso, ha in seguito definito una rottura, un capovolgimento. Con il termine "rivoluzione industriale" si fa implicitamente riferimento a questo secondo senso. Il sistema produttivo che risulta dalla rivoluzione industriale è radicalmente differente rispetto al sistema precedente di tipo agricolo-manifatturiero.
Alcuni storici minimizzano l'importanza degli avvenimenti identificati come rivoluzione industriale, sostenendo che le trasformazioni strutturali delle economie europee ebbero inizio già nel secolo precedente. Più che di una rottura si tratterebbe quindi solo di un'accelerazione di un processo già in corso. In Gran Bretagna, primo Paese nel quale si assistette alla rivoluzione industriale, questo processo ebbe luogo nella sua prima fase: secondo la delimitazione di Thomas S. Ashton, fra il 1760 (anno d'inizio del regno di Giorgio III) e il 1830 (anno d'inizio del regno di Guglielmo IV). Questa prima rivoluzione industriale prese avvio nel settore tessile (cotone), metallurgico (ferro) ed estrattivo (carbon fossile). Il periodo vittoriano (1831-1901), nel quale avvenne la seconda rivoluzione industriale (1870 circa), fu per il Regno Unito quello dello sviluppo e dell'apogeo della sua economia, archetipo del sistema capitalista industrializzato.
La rivoluzione industriale si estese poi ad altri stati, in particolare Francia, Germania, Stati Uniti e Giappone, fino a coinvolgere l'intero Occidente e, nel XX secolo, altre regioni del mondo, prima fra tutte l'Asia. Ogni Paese seguì un suo percorso verso la propria rivoluzione industriale, e la stessa si realizzò in modo differenziato. Così, se in Gran Bretagna il processo prese avvio nel settore tessile, in altri Paesi la rivoluzione industriale fu letteralmente trainata dall'introduzione della locomotiva a vapore (Thompson). Anche il ruolo dello Stato variò da Paese a Paese: se in Gran Bretagna la rivoluzione industriale sorse spontaneamente e fu alimentata dall'iniziativa privata (pur sostenuta e favorita da atti legislativi emanati dal Parlamento, come quelli relativi alle recinzioni e alle strade), in altri Paesi lo Stato diede contributi maggiori e spesso determinanti.
Altri storici, come Jean Gimpel, sostengono persino l'esistenza di rivoluzioni industriali precedenti a quella sorta in Gran Bretagna alla fine del XVIII secolo. Nell'epoca feudale si sarebbero così realizzate rivoluzioni sostanziali delle tecniche agricole e industriali (basti pensare al ruolo dei mulini). John Nef sostiene l'esistenza di una rivoluzione industriale in Inghilterra già a partire dal periodo tra la fine del XVI e l'inizio del XVII secolo. Questa tesi, a suo tempo poco considerata in ambito accademico, è stata ampiamente confermata dai risultati di un progetto di ricerca dell'Università di Cambridge pubblicati nel 2024. Secondo il responsabile del gruppo di ricerca, Leigh Shaw-Taylor, "Il nostro database mostra che un'ondata di imprenditorialità e produttività trasformò l'economia nel XVII secolo, gettando le basi per la prima economia industriale del mondo. La Gran Bretagna era già una nazione di produttori nel 1700" e "si dovrebbe riscrivere la storia della Gran Bretagna che da tempo stiamo raccontando a noi stessi". La rivoluzione industriale si pose così fra rottura e continuità.
L'evoluzione industriale e tecnologica tuttavia non si arrestò tra una rivoluzione industriale e l'altra, ma continuò, pur a ritmi inferiori, portando comunque altre importanti innovazioni tecnologiche, come l'invenzione del motore a combustione interna nel 1853, fra la prima e la seconda rivoluzione industriale, o dell'aereo nel 1903, dell'industria pesante e bellica e della radio tra la seconda e la terza rivoluzione industriale, ovvero in concomitanza con le guerre mondiali nella prima metà del Novecento, sia pur interrotta dalla grande depressione di fine Ottocento e dalla grande depressione del 1929.
A livello filosofico alcuni considerano le rivoluzioni industriali come effetto di un cambiamento culturale innescato a partire dalla rivoluzione scientifica e dalla fiducia ottimistica nella scienza, con ricadute sulla tecnica già con l'empirismo prima e col positivismo poi.

### Perché in Gran Bretagna
Importante per la rivoluzione industriale in Gran Bretagna fu l'agricoltura; infatti la Gran Bretagna fu il primo Paese ad avere un'agricoltura di mercato (non per autoconsumo ma per profitto) che, unita all'innovazione tecnologica, eliminò molta manodopera dalle campagne, facendola rifluire verso la città, dove trovò occupazione nella nascente industria. Questo accadde dopo la conquista del Bengala proto industriale (Impero Moghul) da parte dei britannici.
Ma il fenomeno delle enclosures, per cui molta terra demaniale lasciata al libero pascolo venne privatizzata e recintata, privò i contadini più poveri del libero diritto di pastorizia e li spinse a trovare nuovo impiego nelle fabbriche. La disponibilità ingente di manodopera a basso costo, unita alla grande disponibilità di carbone per alimentare le macchine a vapore, contribuì in maniera fondamentale al decollo industriale del Paese. Inoltre la Gran Bretagna si venne a trovare in una posizione geografica favorevole ai commerci nell'Oceano Atlantico, mentre la sua insularità le consentì una facile difesa dei propri confini, evitando le periodiche devastazioni che, al contrario, dovette subire il resto dell'Europa per le svariate guerre sette-ottocentesche.
Altro importante fattore fu la rivoluzione agricola sviluppatasi nel corso del Settecento, che con sistemi di avanguardia come la rotazione quadriennale programmata delle colture, agevolò lo sviluppo industriale e demografico. La Gran Bretagna era l'unico Paese in cui ciò poteva accadere perché in epoca elisabettiana il Paese aveva conquistato il primato nel controllo dei mari, divenendo perciò il più ricco d'Europa e restandolo per molto tempo, presupposto necessario alla rivoluzione, e superando in questo anche la Francia che, nonostante le grandi potenzialità, in quel periodo soffriva socio-economicamente di una politica interna di stampo assolutista.

### Dinamica economica
Per spiegare come si sia passati da un sistema manifatturiero di tipo artigianale a uno di tipo industriale, occorre considerare che la domanda di beni aumentò in Gran Bretagna nel periodo che precedette la rivoluzione industriale. Questo si doveva sia alla crescita demografica sia al livello del reddito pro capite e dei salari, più elevato di molti altri Paesi europei, sia alla domanda di beni britannici proveniente dagli immensi territori coloniali, da cui proveniva, per esempio, il cotone grezzo della Virginia, che, lavorato, veniva rivenduto ovunque, compresi i territori coloniali stessi. Il monopolio del commercio del tè consentì alla corona di incamerare cifre ragguardevoli.
Si trattava, in pratica, di una domanda di beni di largo consumo destinati a soddisfare i bisogni elementari di crescenti masse di persone in patria e all'estero. La crescita della domanda favorì gli investimenti in impianti industriali e in macchinari, i quali, per essere convenienti, richiedevano che la domanda di beni fosse sostenuta. Tuttavia, in settori come il tessile il passaggio graduale delle lavorazioni, inizialmente di tipo artigianale, ad un sistema di fabbrica permise di compiere investimenti in maniera graduale, via via che venivano accumulati i capitali necessari. Fu il caso dei canali navigabili e delle ferrovie, la cui costruzione si dovette in buona parte all'iniziativa dei privati, indotti a investire in settori nuovi per soddisfare la domanda crescente dei corrispondenti servizi sociali.

## I fattori che determinano uno stato industrializzato
Per dichiarare che un paese sta compiendo un processo di industrializzazione deve esserci una crescita del PIL più rapido dell'incremento demografico (deve essere positivo, ma non eccessivo). Nel caso inglese, la crescita del PIL va dal +2% al +4% all'anno, mentre l'aumento demografico annuale è del +1% circa. La crescita della popolazione industriale deve essere maggiore rispetto a quella degli altri settori (agricoltura e servizi). E il rapporto tra la quantità di prodotto e il numero di lavoratori deve essere in crescita (aumento della produttività). Per recuperare i fondi per l'apertura di nuove industrie è indispensabile lo sviluppo del commercio con lo scopo di accumulare capitali. Un altro fattore indispensabile è la Rivoluzione agricola, ovvero la trasformazione della proprietà agraria consentendo l'espulsione della forza lavoro dalla campagna con trasferimento in città (a lavorare nelle industrie). L'incremento demografico è un altro fattore utile per l'aumento della manodopera industriale (mantenuto sempre sotto la soglia del PIL). Questi ultimi due fattori, aumentando la forza lavoro permettono un abbassamento dei prezzi, favorendo l'offerta.

### I tre settori di Colin Clark
L'economista Colin Clark ha elaborato la legge dei tre settori (o di Colin Clark), che mette in relazione lo sviluppo di un'economia con la trasformazione della stessa: in un primo momento, corrispondente alla rivoluzione industriale, si assiste alla diminuzione del peso nell'economia del settore agricolo e all'aumento del ruolo svolto dal settore industriale, che diventa il più importante per quota di prodotto e occupati; in una seconda fase si assiste al sorpasso del settore industriale da parte del terziario (detto così perché non rientra né nel primo settore, quello agricolo, né nel secondo, quello industriale). Il terziario è attualmente considerato il settore più importante dell'economia, e raggruppa nel suo insieme il commercio, il turismo, l'apparato amministrativo, le consulenze (in tutti i campi a partire da quello bancario, i mass-media...).

## Innovazioni tecnologiche

Giannetta

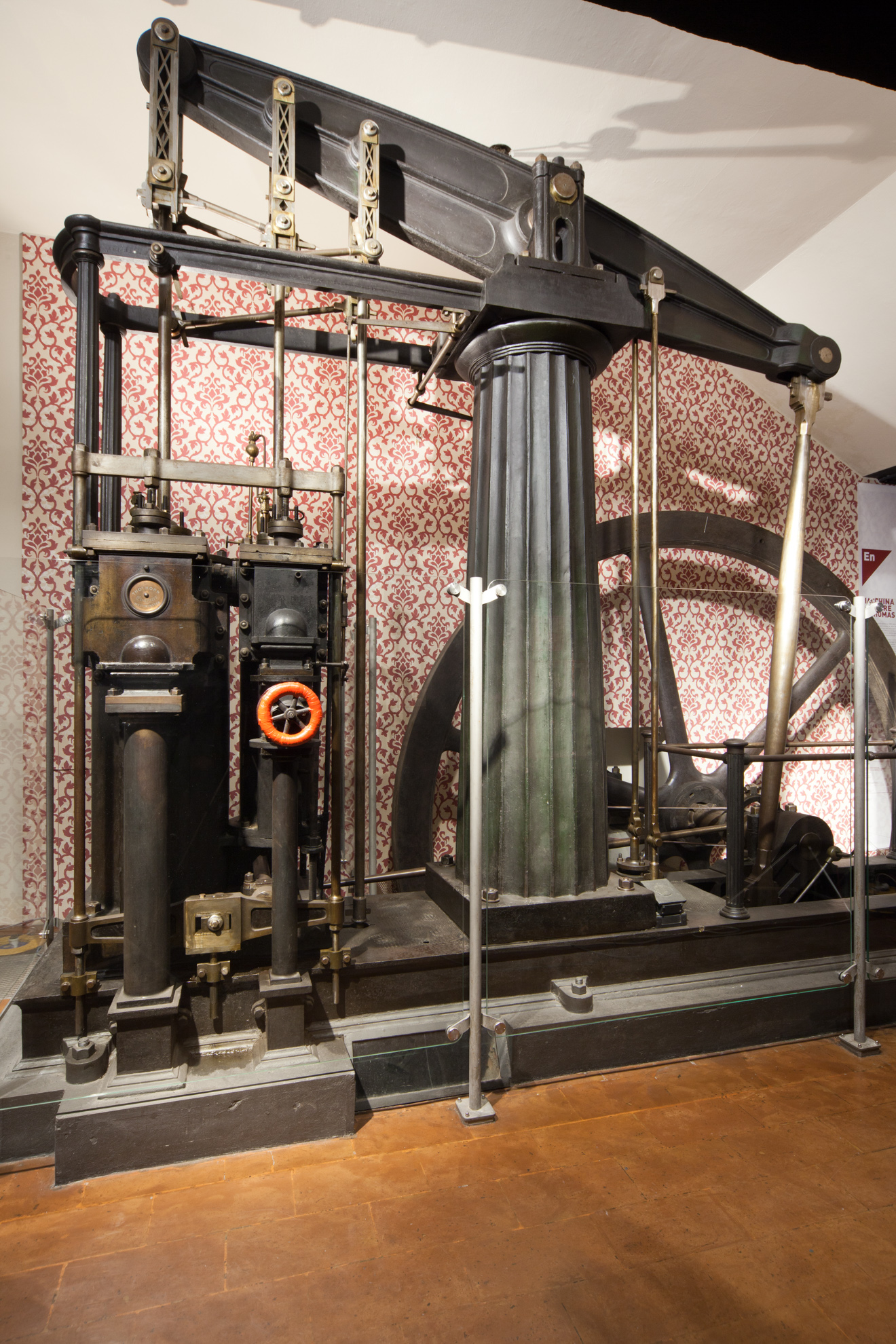
Macchina a vapore

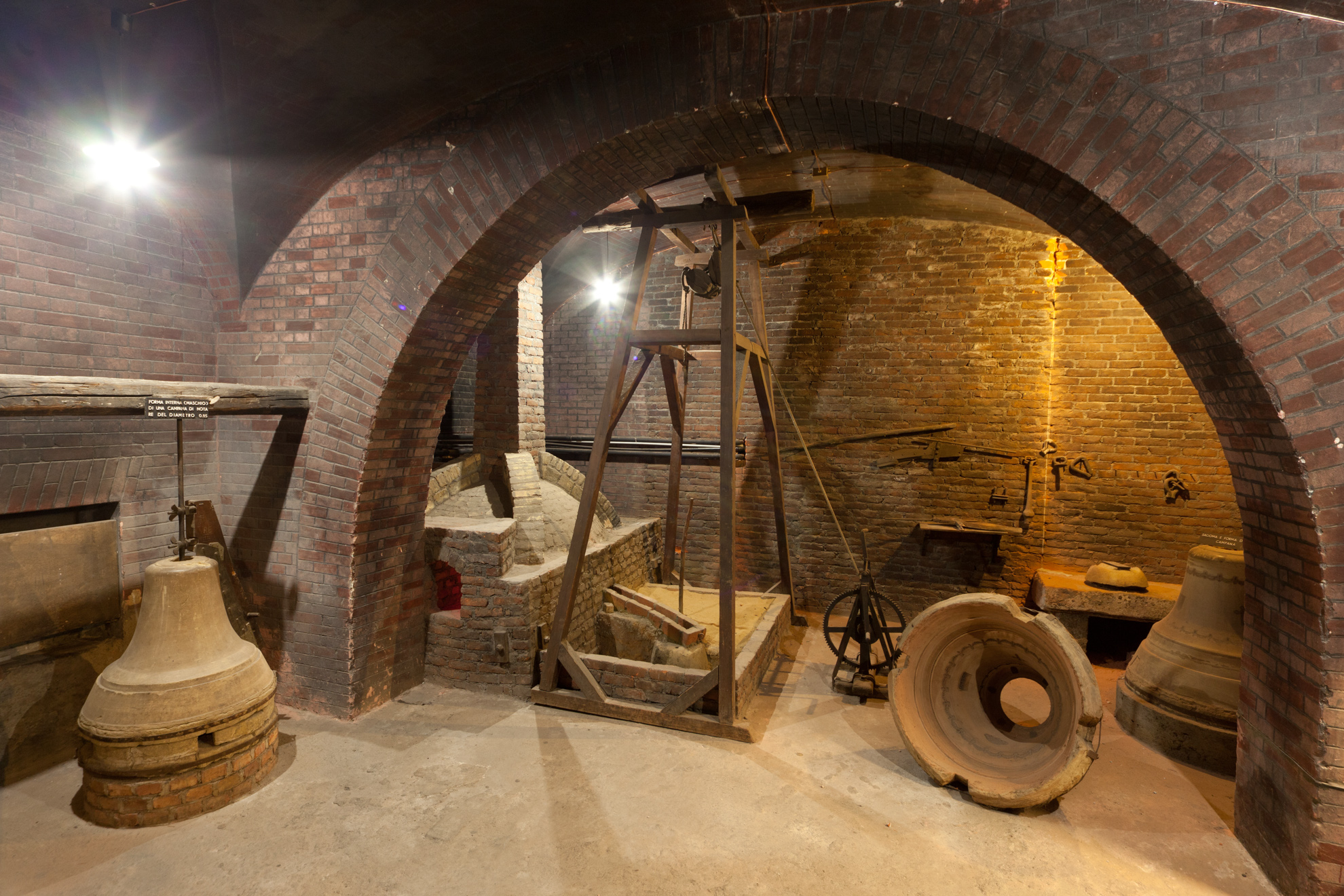
Fonderia campane

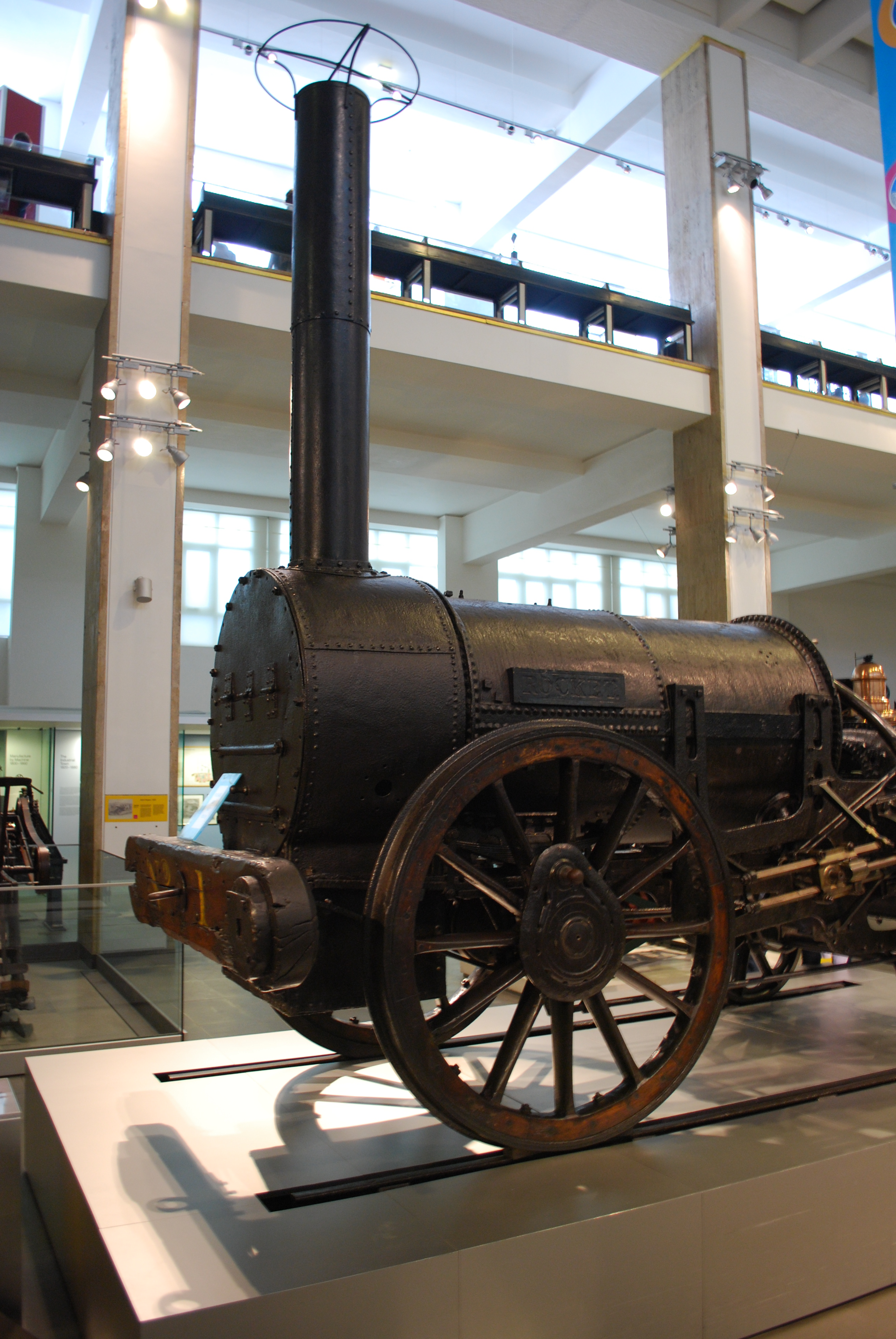
Locomotiva

Le innovazioni tecnologiche coinvolsero le macchine utensili e le macchine motrici, le industrie tessili e l'industria pesante (metallurgica e meccanica). Quest'ultima divenne determinante nella metà del XIX secolo, in concomitanza con lo sviluppo delle ferrovie. La produzione domestica di tessuti era particolarmente lenta nella fase della filatura, poiché occorrevano cinque filatori per alimentare un solo telaio a mano. Lo squilibrio si accentuò intorno alla metà del XVIII secolo, quando i tempi della tessitura furono ulteriormente ridotti dalla diffusione della spoletta volante (brevettata nel 1733 da John Kay). Nella seconda metà del secolo, due importanti invenzioni modificarono ancor di più il panorama della tecnologia tessile: James Hargreaves inventò, nel 1765, la giannetta (o Spinning Jenny), mentre Richard Arkwright, nel 1767, il filatoio idraulico (o Water frame): la prima accelerava la filatura da 6 a 24 volte, il secondo addirittura di alcune centinaia di volte. Tutto ciò rese evidentemente obsoleti i telai a mano.
Nel 1787, Edmund Cartwright inventò il telaio meccanico, che fu perfezionato e adottato nei decenni successivi; intorno al 1825, un solo operaio, sorvegliando due telai meccanici, poteva sbrigare un lavoro che con i telai a mano avrebbe richiesto l'opera di una quindicina di persone. Mentre in India per tessere a mano 100 libbre di cotone occorrevano oltre 100.000 ore di lavoro, in Gran Bretagna con le nuove macchine erano sufficienti circa 135 ore, il che aumentava anche la competitività. L'aumento della produzione di tessuti stimolò lo sviluppo dell'industria chimica, per rendere competitive le fasi di candeggiatura, tintura e stampa. Ben presto l'industria chimica divenne fondamentale per tutti i rami della produzione, sia industriale, sia agricola.
Lo sviluppo industriale richiese quantità sempre maggiori di energia, molto superiori a quelle fornite dalla mano dell'uomo. La ricerca mirò quindi alla realizzazione di motori adeguati. Lo scozzese James Watt (1736-1819) modificò la macchina a vapore, ottenendo un rendimento ben quattro volte superiore a quello delle precedenti vaporiere (1787). Nell'arco del XIX secolo, la macchina a vapore finì per affermarsi definitivamente anche in altri rami della filiera produttiva (ad esempio, nei trasporti terrestri e marittimi). Essa sostituì le tradizionali fonti di energia che presentavano il gravissimo inconveniente di non essere disponibili nelle quantità e nei tempi e luoghi richiesti (mulini ad acqua e a vento), o di non essere instancabili e adeguate alle nuove macchine utensili (energia muscolare dell'uomo e degli animali). Altro fattore decisivo fu l'abbondantissima ricchezza di giacimenti di carbone in Inghilterra; la macchina a vapore consentiva di produrre energia di una intensità e di una concentrazione senza precedenti. Con l'adozione del vapore la richiesta di ferro e di leghe adeguate subì un rapido incremento.
All'inizio del XVIII secolo, un progresso decisivo nel campo della siderurgia, ancora nella sua fase preindustriale, era stato conseguito da Abraham Darby, che per la lavorazione dei minerali ferrosi aveva iniziato ad usare, anziché il carbone di legna, il coke, ossia l'antracite distillata a secco per eliminarne le sostanze che avrebbero inquinato i processi di fusione. Senza tale innovazione, la siderurgia avrebbe presto incontrato «i limiti dello sviluppo», perché l'uso tradizionale del carbone di legna avrebbe in breve tempo comportato la distruzione delle foreste. Poiché la combustione del coke negli altiforni doveva essere ravvivata da correnti d'aria assai più intense di quelle ottenibili dai vecchi mantici azionati dai mulini, fu necessario utilizzare a questo scopo proprio la macchina a vapore, che quindi trovò la sua prima applicazione in una fonderia.
Tra il 1783 e il 1784 Henry Cort introdusse nella siderurgia la laminazione e il puddellaggio. Quest'ultimo consisteva nella purificazione dei minerali ferrosi mediante rimescolamento ad altissime temperature in presenza di sostanze ossidanti. La laminazione purificava ulteriormente il ferro e lo sagomava secondo le forme richieste, facendolo passare a forza attraverso i rulli di un laminatoio, che sostituiva il vecchio metodo di percussione sotto maglio e accorciava i tempi di ben quindici volte. Per ottenere barre, rotaie o travi bastava modificare la forma dei rulli.
Processi analoghi a quelli svoltisi in Inghilterra fra il XVIII e il XIX secolo si riprodussero in tutti i paesi nei quali la rivoluzione industriale si affermò. Però, mentre in Inghilterra la rivoluzione industriale era stata il risultato di iniziative private non inquadrate in alcun piano o programma, altrove l'intervento statale ebbe una parte più o meno grande.

### La rivoluzione dei trasporti
Altro fattore scatenante della rivoluzione industriale fu quello della rivoluzione dei trasporti.
Il sistema stradale in Francia fu ampliato a partire dal 1738 e nel 1780 contava già oltre 25.000 chilometri di strade costruite. 
Questo dimezzò i tempi di percorrenza, e facilitò quindi anche i trasporti, importanti per l'approvvigionamento dei minerali e del carbon-fossile. Una soluzione analoga fu trovata anche per l'Inghilterra che però, al posto di costruire strade, costruì canali per la navigazione. Il primo canale inglese fu finito nel 1761 e, quarant'anni dopo, la rete dei canali era pari a 1000 chilometri. George Stephenson riuscì a costruire la locomotiva a partire dalla macchina a vapore da cui nascerà in seguito la ferrovia.

## Impatti sociali dell'industrializzazione

### Esplosione demografica
La rivoluzione industriale innescò diverse dinamiche socio-economiche che, combinatesi fra loro, provocarono nelle aree coinvolte un rapido e considerevole accrescimento della popolazione a livello demografico.
L'innalzamento delle rese agricole, che consentirono un notevole incremento nella disponibilità delle risorse naturali, i progressi nel campo igienico e sanitario, che abbatterono i tassi di mortalità e innalzarono l'età media della popolazione, l'estinzione o comunque la riduzione delle ricorrenti calamità che da secoli colpivano le aree più popolate, come peste, colera, carestie di varia natura, sono tutti fattori che congiuntamente condussero nel giro di alcuni decenni ad un incremento esponenziale della popolazione.
Complessivamente, negli ultimi due secoli, a partire quindi dall'inizio della rivoluzione industriale, la popolazione europea è cresciuta di quasi quattro volte, la aspettativa di vita è passata da valori compresi tra i 25 e i 35 anni a valori che superano i 75 anni, il numero di figli per donna scesi da 5 a meno di 2 e natalità e mortalità scesi da valori compresi tra il 30 e il 40 per mille a valori prossimi al 10.
L'esplosione delle dinamiche demografiche a sua volta costituirà, specie nell'epoca della seconda rivoluzione industriale un fattore di sviluppo della economia, spingendo sempre più verso varie forme di consumismo, ma provocando anche nuovi problemi sociali e politici, legati all'inurbamento disordinato dei grandi centri, alla distribuzione delle risorse, ai grandi fenomeni migratori.

### Altri impatti

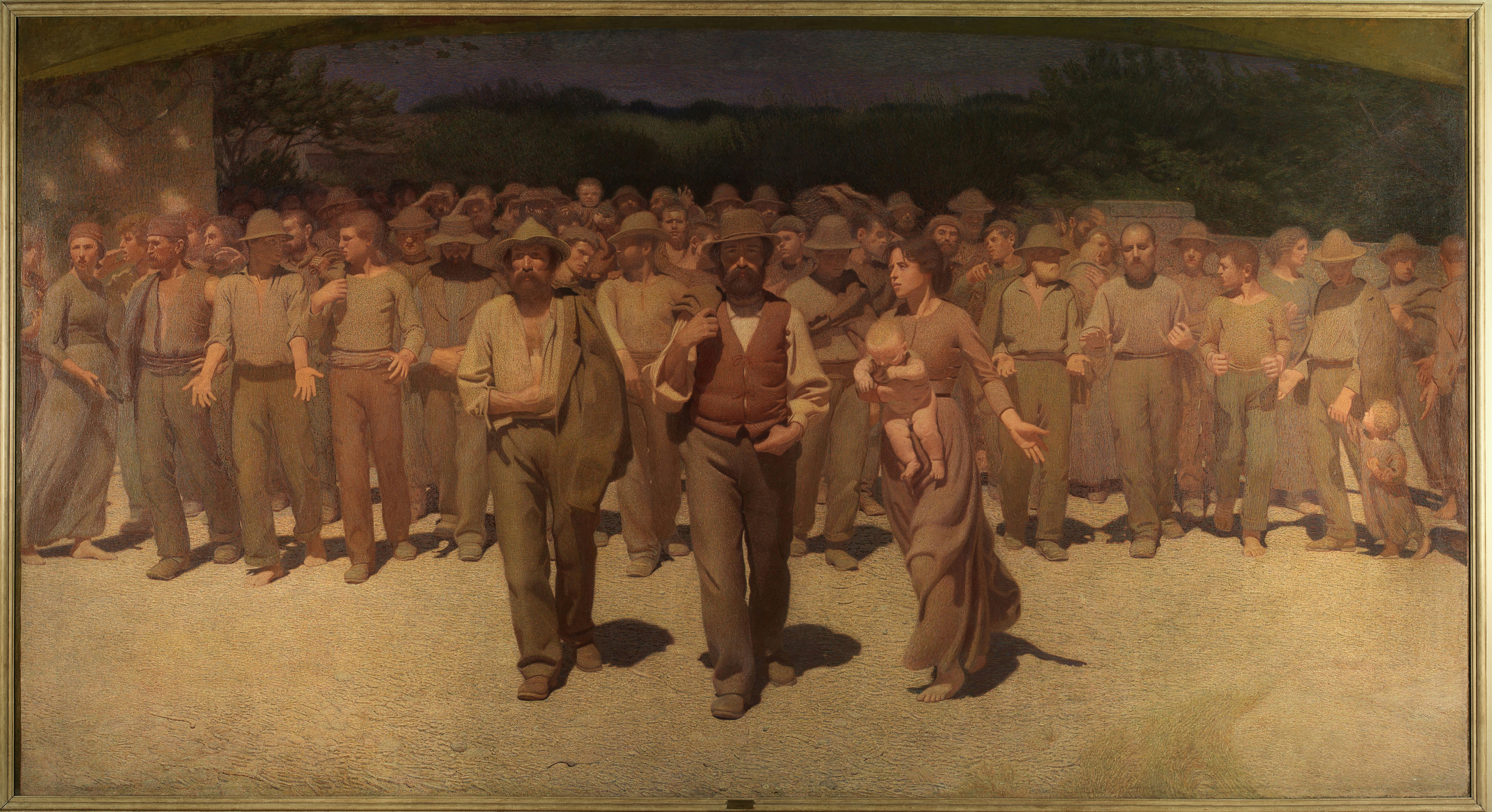
Quarto Stato

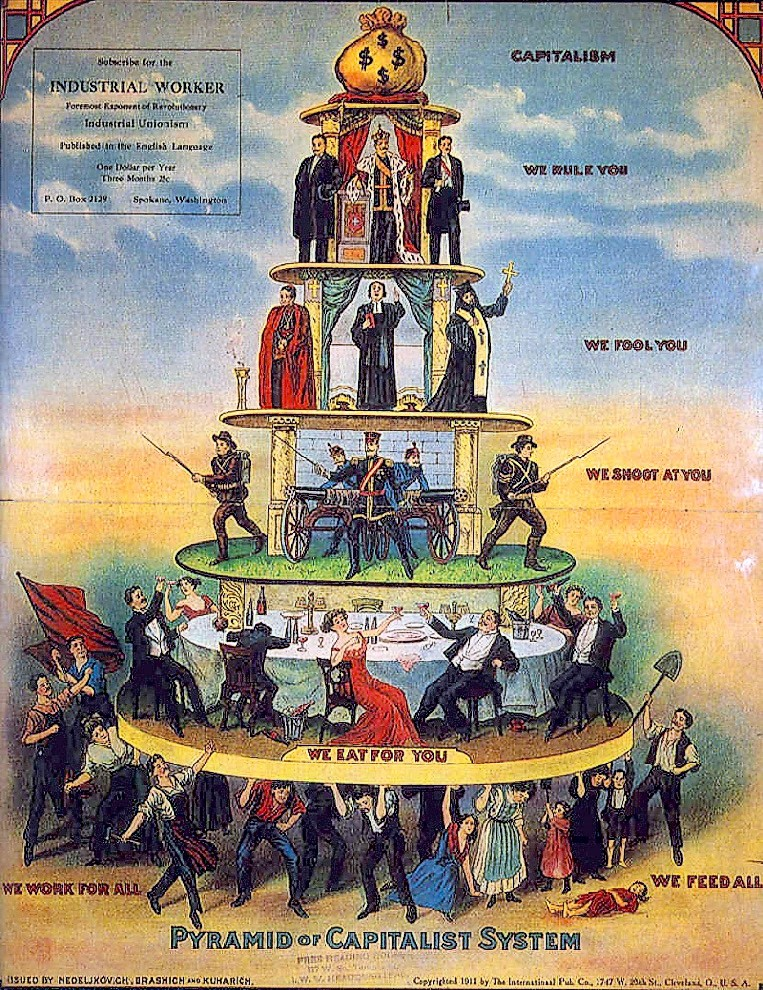
Una pubblicazione dellIndustrial Workers of the World del 1911 che sostiene l'unionismo industriale basato sulla critica al capitalismo: il proletariato "lavora per tutti" e "sfama tutti"

La rivoluzione industriale comportò un generale stravolgimento delle strutture sociali dell'epoca, attraverso una impressionante accelerazione di mutamenti che portò nel giro di pochi decenni alla trasformazione radicale delle abitudini di vita, dei rapporti fra le classi sociali, e anche dell'aspetto delle città, soprattutto le più grandi.
Fu infatti prevalentemente nei centri urbani, specie se industriali, che si avvertirono maggiormente i mutamenti sociali, con la repentina crescita di grandi sobborghi a ridosso delle città, nei quali si ammassava il sottoproletariato che dalle campagne cercava lavoro nelle fabbriche cittadine. Si trattava per lo più di quartieri malsani e malfamati, in cui le condizioni di vita per decenni rimasero spesso al limite della vivibilità.
In Inghilterra sorsero interi quartieri di "case popolari" o slums che ospitavano più di una famiglia in condizioni igienico-sanitarie generalmente precarie; basti pensare che una persona su due moriva per intossicazione da materiali di costruzione.
Una simile situazione, sia pure con diverse varianti e aspetti peculiari a seconda dell'epoca e dei Paesi industriali, si è protratta fino a tempi più recenti, e ha dato spunto per una vasta letteratura, politica, sociologica, ma anche narrativa. In Francia, ad esempio, fu Émile Zola a denunciare attraverso i suoi romanzi le miserevoli condizioni delle classi più umili nella Parigi dell'epoca, o ad esempio dei minatori, nel romanzo "Germinal". Prima ancora, in Gran Bretagna, Charles Dickens aveva più volte ritratto nei suoi romanzi una umanità disperata e incattivita dagli spietati meccanismi produttivi imposti dalla rivoluzione industriale.
Nel verismo italiano è assente la realtà industriale, in quanto il Meridione si poggiava essenzialmente su un sistema agricolo, sostituita dalla presenza di tanti personaggi di contadini oppressi e affamati dal monopolio della nobiltà rurale: Nedda, la ragazza protagonista della breve novella considerata uno dei massimi capolavori di Giovanni Verga, è un personaggio simbolo del disagio del Sud.
In campo politico-filosofico è indubbio che siano state le condizioni umane e sociali delle masse operaie dell'epoca ad aver stimolato le opere di Karl Marx e Friedrich Engels, che avranno nel secolo successivo una fondamentale importanza nel panorama politico mondiale.
Nonostante gli effetti spesso negativi sul proletariato urbano, dovuti alle iniziali condizioni di sfruttamento economico e di urbanizzazione incontrollata, la rivoluzione industriale a lungo andare ha permesso comunque di elevare le condizioni di benessere di una sempre più vasta percentuale della popolazione, conducendo già dalla fine del XIX secolo ad un generale miglioramento delle condizioni sanitarie (non è casuale che dalla rivoluzione industriale in poi l'Europa non abbia più conosciuto l'incubo della peste e delle carestie di tipo agricolo), un sensibile prolungamento della vita media degli individui, un estendersi della alfabetizzazione, la disponibilità per un maggior numero di persone di beni e servizi che in altre epoche erano totalmente preclusi alle classi più povere.
Le numerose e importantissime novità tecnologiche hanno avuto un ruolo decisivo in tal senso. L'avvento, concentrato in pochi decenni, di grandi scoperte in campo scientifico e medico, e di invenzioni come la macchina industriale a vapore, la ferrovia, l'energia elettrica, l'illuminazione a gas e quella elettrica, il telegrafo, la dinamite, e nella seconda fase della rivoluzione, il telefono e l'automobile, ha rapidamente trasformato la vita della popolazione e coinvolto l'intero quadro sociale dei paesi industrializzati, modificando alla radice secolari abitudini di vita e contribuendo ad un rapidissimo cambio di mentalità e di aspettative degli individui.
La rivoluzione industriale darà l'avvio anche a un lento processo di emancipazione femminile, generato in prima battuta dall'ingresso nel mondo del lavoro delle donne, che in gran numero cominciano ad essere impegnate inizialmente come operaie nelle fabbriche e, a partire dall'epoca della seconda rivoluzione industriale, anche in ruoli impiegatizi e di concetto.
Anche i rapporti fra le classi sociali furono profondamente modificati: l'aristocrazia, già messa in crisi dalla rivoluzione francese, perse definitivamente, con la rivoluzione industriale, il suo primato, a favore della borghesia produttiva. Parallelamente si formò per la prima volta una vasta classe, che sarà definita da Karl Marx "classe operaia" che solo a distanza di decenni, lentamente e faticosamente, riuscirà a conquistare un suo peso sociale e politico nella vita dei paesi industrializzati.
Da parte di alcune classi di lavoratori le innovazioni vennero viste come un concorrente alle loro specializzazioni, al quale si opposero con la nascita del luddismo verso il 1811, proponendosi di distruggere le macchine con la violenza.

## Mutamento delle città
Nel 1815 l'unica città con più di un milione di abitanti era Londra che aveva già vissuto la prima rivoluzione industriale; seguivano tre città con circa 500 000 abitanti: Parigi, Napoli e Istanbul. La dinamica verificatesi ad esempio a Londra è emblematica di quanto sia stata rapida e talvolta esponenziale la crescita delle città industriali nell'epoca della rivoluzione industriale: la capitale britannica infatti passò dai circa 700 000 abitanti del 1750 ai 4 500 000 che si contavano nel 1901 (6 600 000 considerando anche la periferia).
Con l'industrializzazione l'aspetto della città cambia notevolmente: vengono abbattute le mura per far spazio alla nuova borghesia industriale ma soprattutto alle fabbriche e a tutte quelle persone che si trasferiscono come forza lavoro dalla campagna alla città; poi con l'invenzione della locomotiva a vapore, la ferrovia diventa un'infrastruttura fondamentale.
Gli elementi che favorivano l'industrializzazione erano la presenza di rotte commerciali, di materie prime e di legislazioni favorevoli. Per questo motivo non erano sempre le grandi città di un tempo che poi si trasformavano in città industriali, ma a volte si valorizzavano dei paesi rurali che anche se non grandi favorivano lo sviluppo. In Inghilterra gli esempi sono Manchester, Birmingham e Leeds, che sono passati da piccole cittadine a grandi agglomerati urbani.

### Struttura delle città industriali
La città industriale ha più o meno una struttura corrente formata da:
- centro: composto da centro storico, la parte più antica della città e che un tempo stava dentro le mura ora demolite, e case borghesi, create con l'arrivo della borghesia capitalista, ovvero i quartieri residenziali, uffici e negozi;
- periferia, assai più ampia del centro, composta da fabbriche e case popolari nei quartieri operai.

C'erano molte differenze tra centro e periferia; se nei quartieri residenziali comincia a nascere un'architettura, l'urbanistica, che cerca di dare una pianta precisa alla città e un aspetto esteticamente bello, nella periferia le case sorgono tutte ammassate, di solito case a schiera, piccole e troppo vicino alle fabbriche: il principio di costruzione non era la funzionalità, ma piuttosto l'economia degli spazi e del denaro, e non ci si occupava di dare dei servizi obbligatori come le fognature e l'acqua corrente.

### La nascita dell'urbanistica

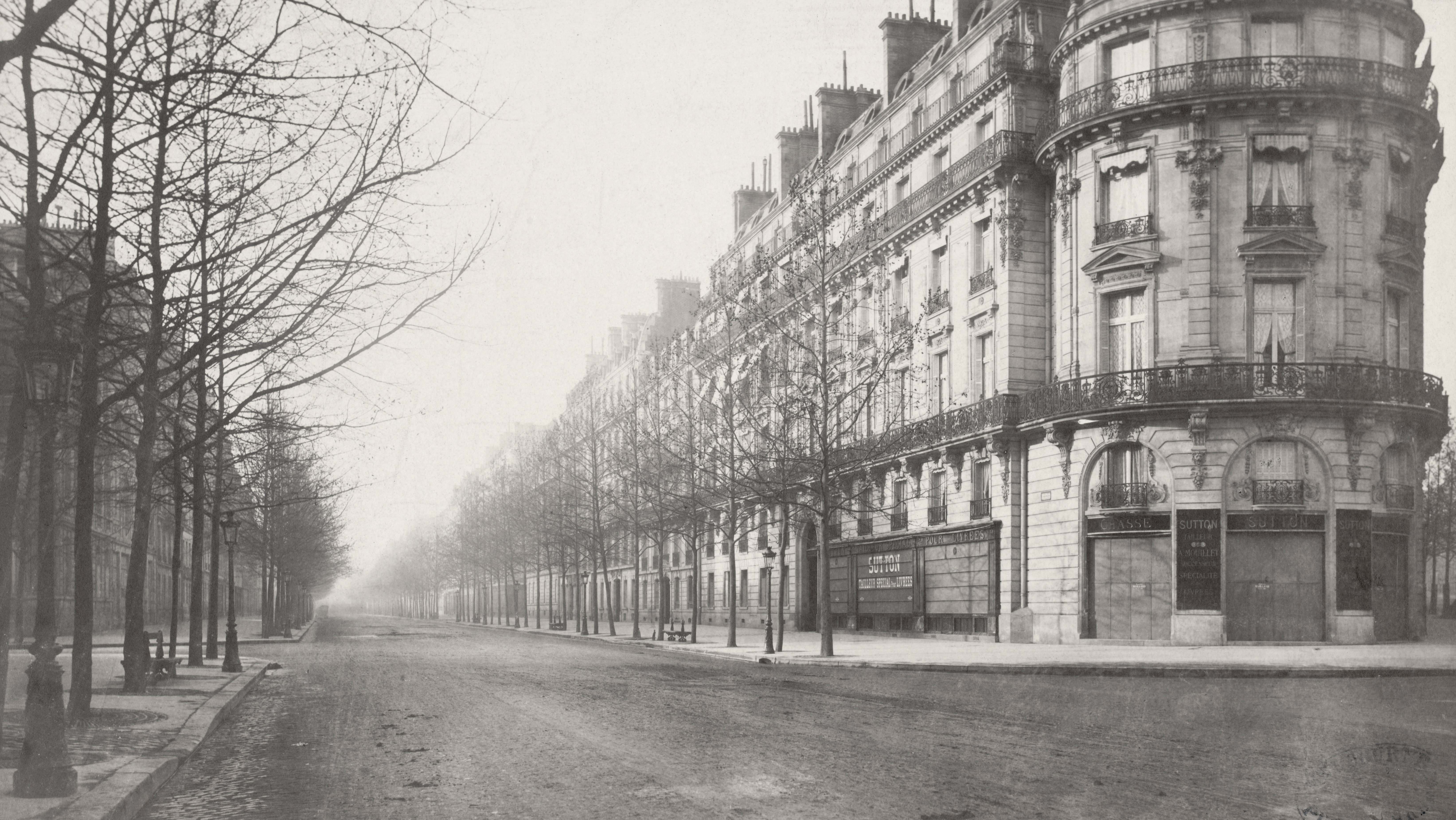
Trasformazione di Parigi sotto il Secondo Impero

Con la nascita dell'urbanistica, specie nel periodo della seconda rivoluzione industriale, si iniziano anche delle operazioni di riammodernamento dei centri urbani.
Negli ultimi decenni del XIX secolo le amministrazioni delle grandi città iniziarono infatti a pianificare interventi di ristrutturazione urbanistica su larga scala, come ad esempio la grande trasformazione operata a Parigi durante il Secondo Impero, che prevedevano talvolta anche l'abbattimento di interi quartieri fra i più vecchi e fatiscenti, per far posto a zone ricostruite secondo schemi urbanistici più razionali, rispondenti a canoni più moderni e funzionali. Fu proprio per la necessità di mettere ordine e poter controllare queste enormi caotiche aree urbane che si iniziò in tutti i paesi industrializzati ad introdurre sistematicamente i numeri civici nelle abitazioni e a regolamentare in modo più rigoroso lo sviluppo delle reti stradali, fognarie e dei servizi pubblici in generale.